# Vampirismo (Hoffmann)
Vampirismo (Vampirismus. Eine gräßliche Geschichte), noto anche con altri titoli quali La donna vampiro, Le iene, Iene, La vampira e Aurelia, o la storia di una ghoul è un racconto breve di genere horror-gotico di Ernst Theodor Amadeus Hoffmann inserito nel quarto volume della raccolta I confratelli di Serapione uscito a Pasqua nel 1821.
Di poco successivo a Il Vampiro di John Polidori, il racconto di Hoffmann si ispira alle figure mostruose delle leggende greco-romane (le empuse e le lamie) inserite però nel tipico contesto narrativo delle tradizioni balcaniche e, più in generale, delle storie di vampiri ottocentesche.

## Trama
Il conte Ippolito sposa Aurelia, figlia di una vecchia baronessa lontanamente imparentata con lui. La donna ha una pessima fama di dissoluta, e ha avuto un amante, il ricco barone Urian (Uranio), che ha tentato di abusare sessualmente della figlia con il consenso della madre (come si scoprirà); è inoltre stata coinvolta in un processo criminale in seguito alla morte sospetta del marito barone quando Aurelia era piccola. Dopo l'arresto di Urian durante un accesso d'ira contro la donna (in realtà egli è un ricercato per omicidio noto come "il figlio del boia" e finisce giustiziato) la famiglia ricade nella miseria. La baronessa è inoltre epilettica, come si vede al primo incontro con Ippolito, mentre la ragazza ha i segni della sofferenza interiore e una latente patologia psichica, credendosi vittima anche di una maledizione lanciata dai suoi aguzzini. Alla proposta di matrimonio la giovane pare riprendere gioia e vitalità ma dopo la morte improvvisa della madre il giorno programmato per le nozze, Aurelia subisce un brusco cambiamento assumendo nel volto i tratti di una malata e prendendo l'abitudine, che già era stata della baronessa, di uscire durante la notte per recarsi al cimitero. Quando rimane presumibilmente incinta, il suo stato mentale peggiora. Alla fine il conte scopre che Aurelia è una divoratrice di cadaveri in compagnia di alcune vecchie donne con cui si ritrova di notte nel cimitero, e la affronta inorridito, ma la contessa lo aggredisce mordendolo, per poi morire in seguito a una crisi epilettica, mentre Ippolito impazzisce.

## Adattamenti
Il racconto di Hoffmann viene adattato nel 1982, all'interno della serie RAI Il fascino dell'insolito, nell'omonimo episodio Vampirismus diretto dal regista Giulio Questi, con Francesca Archibugi nei panni di Aurelia.

## Edizioni italiane
- E.T.A. Hoffmann, I Fedeli di San Serapione, introduzione di Bonaventura Tecchi, traduzione di Rosina Spaini, Gherardo Casini Editore, Roma, 1957.
- E.T.A. Hoffmann, Romanzi e racconti, volume II (I Confratelli di San Serapione), introduzione e nota bio-bibliografica di Claudio Magris, traduzioni di Carlo Pinelli, Alberto Spaini, Giorgio Vigolo, Einaudi, Torino, 1969.
- E. T. A. Hoffmann, Vampyrismus, Il Melangolo, Genova, 1985.
- AA. VV., Storie di vampiri, a cura di Gianni Pilo e Sebastiano Fusco, Newton Compton Editori, Roma 2009.